# Бетциг, Эрик
Эрик Бетциг (англ. Robert Eric Betzig, род. 13 января 1960) — американский физик, лауреат Нобелевской премии по химии 2014 года за «развитие флуоресцентной микроскопии высокого разрешения» совместно с Штефаном Хеллем и Уильямом Мёрнером.

## Карьера
Бетциг изучал физику в Калифорнийском технологическом институте, который окончил в 1983 году со степенью бакалавра, степень магистра (MS) и доктора наук по прикладной и инженерной физике получил в Корнеллском университете в 1985 и 1988 годах соответственно.
После получения докторской степени, Бетциг работал в Bell Laboratories в отделе исследования полупроводников. В 1996 году стал вице-президентом по исследованиям и развитию в Ann Arbor Machine Company, компании, принадлежащей его отцу Роберту Бетцигу.
Бетциг занялся разработками в области фотоактивируемой локализационной микроскопии (PALM), а с 2006 года работает в Медицинском институте Говарда Хьюза, где руководит группой развития флуоресцентной микроскопии высокого разрешения.

## Награды
- 1992 — был награждён премией Уильяма Макмиллана.
- 1993 — премия Уильяма Бейкера за инициативы в области исследований[англ.] Национальной академии наук США.
- 2010 — Премия Макса Дельбрюка (отказался от премии)
- 2014 — Нобелевская премия по химии совместно с Штефаном Хеллем и Уильямом Мёрнером[4].
- 2015 — Премия Ньюкомба Кливленда[англ.]